# Hydrellia tarsata
Hydrellia tarsata är en tvåvingeart som beskrevs av Alexander Henry Haliday 1839. Hydrellia tarsata ingår i släktet Hydrellia och familjen vattenflugor. Inga underarter finns listade i Catalogue of Life.